# Виктория де Роган
Виктория Арманда Жозефа де Роган (фр. Victoire-Armande-Josèphe de Rohan; 28 декабря 1743, Отель Субиз — 20 сентября 1807, Париж) — французская аристократка, гувернантка детей короля Франции Людовика XVI и Марии-Антуанетты.

## Биография

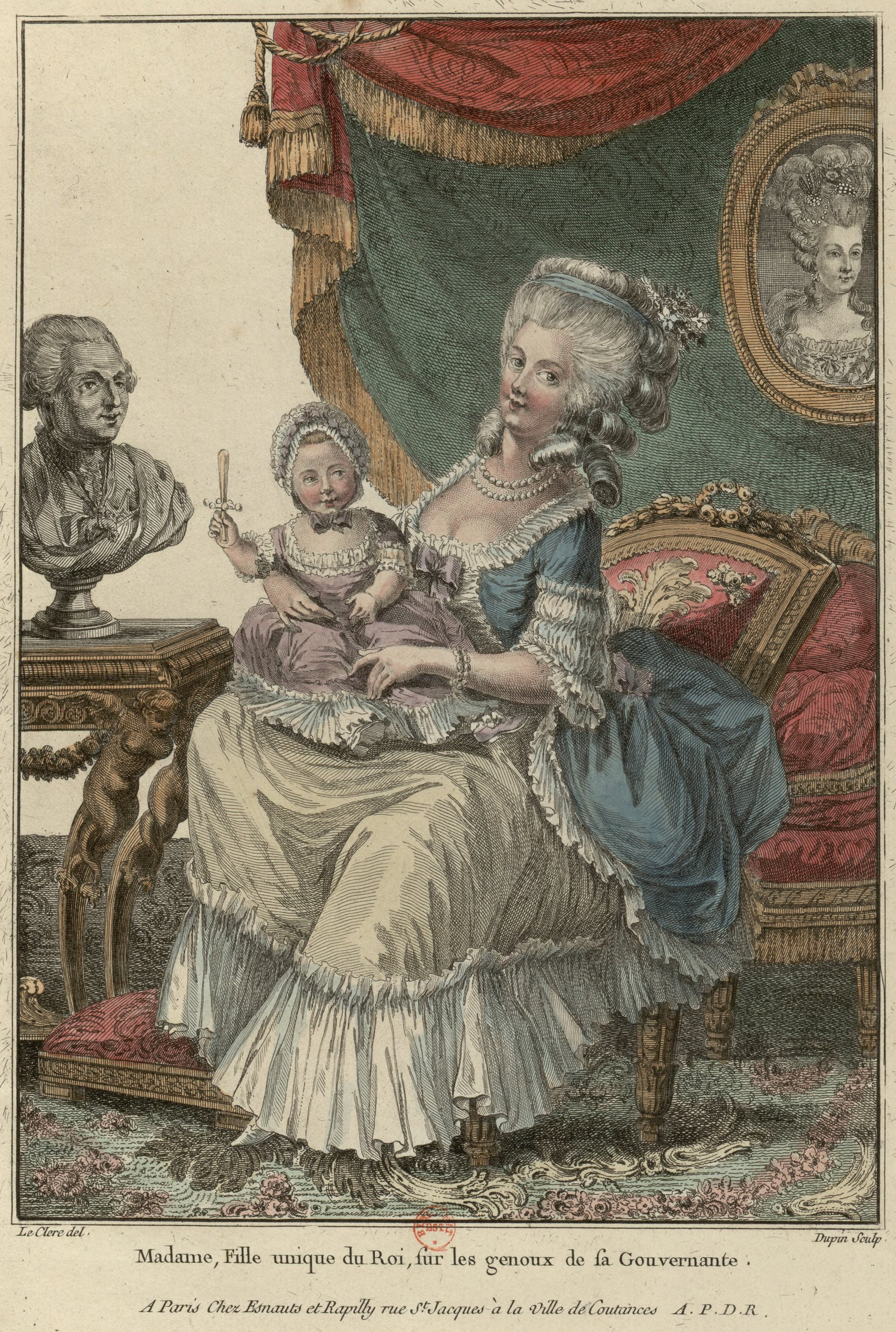
Виктория де Роган с Мадам Рояль

### Юность и замужество
Дочь Шарля де Рогана, принца де Субиз и его второй жены Анны Терезы Савойской-Кариньянской. У Виктории была старшая сводная сестра от первого брака отца с Анной Марией Луизой де ла Тур д’Овернь — Шарлотта де Роган, принцесса Конде и супруга Людовика-Жозефа де Бурбона.
В 17-летнем возрасте Виктория вышла замуж за своего двоюродного брата Анри Луи де Рогана, герцога Монбазона, которому на тот момент было всего 15 лет. Он был племянником кардинала де Рогана, вовлечённого в историю с ожерельем королевы. Позже Анри Луи стал великим камергером Франции. После смерти своего отца в 1788 году герцог унаследовал титул принца Гемене. После этого Виктория была известна при дворе как мадам де Гемене (фр. Madame de Guéméné). Семья жила с Париже в Отеле де Роган-Гемене, расположенном на знаменитой площади Вогезов.

### Придворная дама
В 1775 году Мария Луиза де Роган, герцогиня де Марсан оставила пост гувернантки для королевских детей в пользу Виктории, которая была её племянницей. С 1778 по 1782 год Виктория отвечала за старшего ребёнка Людовика XVI, Марию Терезу Французскую, известную при дворе как Мадам Рояль. Она руководила штатом из более ста придворных и слуг.
Она стала влиятельным личным другом Марии-Антуанетты и, по сообщениям, оказывала на неё плохое влияние. Расточительные и дорогостоящие развлечения, с которыми она познакомила королеву, стали причиной огромных долгов королевы .
У неё были отношения с Августином Габриэлем де Франкето де Куаньи. Между тем принц Гемене завёл роман с близкой подругой Виктории, Терезой-Люсией де Диллон. Из-за этого аббат де Вермонд упрекал Марию-Антуанетту в том, что она поддерживает компанию с такими дурно известными женщинами, как Диллон и Гемене. В 1776 году император Иосиф II во время своего пребывания во Франции отчитал свою сестру Марию-Антуанетту за посещение салона принцессы, который он назвал игорным логовом .

### Дальнейшая жизнь
В 1782 году Виктория была вынуждена уйти в отставку из-за скандала, вызванного растущим долгом её мужа, достигшего уже 33 миллиона ливров. Мария-Антуанетта назначила Виктории пенсию за службу при дворе, но дружба между королевой и Викторией закончилась.
После банкротства, которое рассматривалось как скандал, супруги была подвергнуты остракизму, и Виктория поселилась во дворце, предоставленном ей отцом; считалось, что она переносила скандал с достоинством.
Виктория и её муж дожили до Французской революции 1789 года, а затем бежали в Австрию. В конце концов они поселились в Богемии, живя в замке Сихров. Именно здесь семья Роганов продолжала жить последующие 125 лет.
Виктория умерла в Париже в сентябре 1807 года в возрасте 63-х лет. Муж пережил её на два года.

## Дети
1. Шарлотта Виктория Жозефа Генриетта (1761—1771), умерла в детстве.
2. Шарль Ален Габриэль (1764—1836), герцог Монбазон, Роган и Гемене, принц Гемене.
3. Мария Луиза Жозефина (1765—1839); ∞ 1780 двоюродный брат Шарль Луи Гаспар де Роган, герцог Монбазон (1765—1843), оставила потомство.
4. Луи Виктор Мериадек (1766—1846), герцог Роган и Бульон; ∞ 1800 племянница Берта де Роган (1782—1841), не оставил потомство.
5. Жюль Арман Луи (1768—1836); ∞ 1800 Вильгельмина Саган (1781—1839), не оставил потомство.